# Црвени помак
Црвени помак је пораст таласне дужине електромагнетног зрачења узрокован ширењем свемира. Изражава се односом промене таласних дужина и саме таласне дужине.
| Преко таласне дужине                                                                                 | Преко фреквенције                                                               |
| --- | ------------------------------------------------------------------------------- |
| {\displaystyle z={\frac {\lambda _{\mathrm {o} }-\lambda _{\mathrm {e} }}{\lambda _{\mathrm {e} }}}} | {\displaystyle z={\frac {f_{\mathrm {e} }-f_{\mathrm {o} }}{f_{\mathrm {o} }}}} |
| {\displaystyle 1+z={\frac {\lambda _{\mathrm {o} }}{\lambda _{\mathrm {e} }}}}                       | {\displaystyle 1+z={\frac {f_{\mathrm {e} }}{f_{\mathrm {o} }}}}                |

λ представља таласну дужину (о-опажену, е-емитовану) f фреквенцију (о-опажену, е-емитовану): λf = c, где је c брзина светлости. Доплеров ефекат црвеног помака је у случају када је z>0. Захваљујући црвеном помаку Едвин Хабл је дошао до закључка да се свемир шири 1929. године.

## Историја
Историја предмета започела је развојем таласне механике у 19. веку и истраживањем феномена повезаних са Доплеровим ефектом. Ефекат је добио име по Кристијану Доплеру, који је понудио прво познато физичко објашњење за феномен 1842. Хипотезу је за звучне таласе тестирао и потврдио холандски научник Кристофорус Бујс Балот 1845. Доплер је тачно предвидео да би се феномен могао применити на све таласе, а посебно је предложио да се различите боје звезда могу приписати њиховом кретању у односу на Земљу. Пре него што је ово проверено, међутим, откривено је да су звездне боје првенствено последица температуре звезде, а не кретања. Тек касније је Доплерово предвиђање потврђено верификованим запажањима црвеног помака.
Први доплерски црвени помак описао је француски физичар Иполит Физо 1848. године, који је указао на померање спектралних линија које се виде у звездама као последица Доперовог ефекта. Ефекат се понекад назива и „Доплер-Физов ефекат”. Године 1868, британски астроном Вилијам Хагинс први је утврдио брзину звезде која се удаљава од Земље овом методом. Године 1871, оптичко црвено померање је потврђено када је феномен примећен у Фраунхоферовим линијама помоћу соларне ротације, око 0,1 Å у црвеној боји. Године 1887, Вогел и Шајнер су открили годишњи Доперов ефекат, годишњу промену Доплеровог померања звезда које се налазе у близини еклиптике услед орбиталне брзине Земље. Аристарх Белополски је у лабораторији верификовао оптичко црвено померање помоћу система ротирајућих огледала 1901. године.
Сматра се да се појам црвеног-помака у штампи (у овом облику с цртицом) први употребио амерички астроном Валтер С. Адамс 1908. године, при чему је поменуо „Два метода истраживања те природе црвеног-помака маглине”. Овај термин се појављује без цртица тек око 1934. у раду Вилема де Ситера, што можда указује на то да се до тада његов немачки еквивалент, Rotverschiebung, чешће користио.
Полазећи од посматрања 1912. године, Весто Слајфер је открио да већина спиралних галаксија, за које се тада углавном мислило да су спиралне маглине, има знатна црвена померања. Слајфер је први пут известио о свом мерењу у уводној свесци Билтена Опсерваторије Лоуел. Три године касније, он је написао рецензију у часопису Популарна Астрономија. У њoj се наводи да је „рано откриће да је велика Андромедина спирала имала изузетну брзину од –300 km(/s) показало тада расположива средства, способна да се испитају не само спектри спирала, већ и њихове брзине“. Слајфер је известио о брзинама за 15 спиралних маглина раширених по целој небеској сфери, при чему све осим три имају уочљиве „позитивне“ (то јест рецесијске) брзине. Након тога, Едвин Хабл је открио приближну везу између црвених помака таквих „маглина” и удаљености до њих са формулацијом свог истоименог Хабловог закона. Ова запажања потврдила су рад Александра Фридмана из 1922. године, у којем је извео Фридман-Леметрове једначине. Оне се данас сматрају јаким доказом за ширење универзума и теорију Великог праска.